# Straight edge

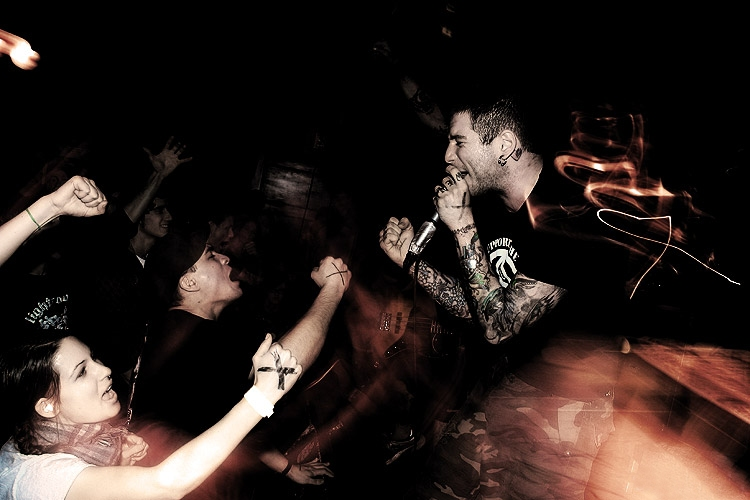
Виступ стрейт-едж гурту

Straight edge (англ. чітка межа, скорочено sXe) — це хардкор субкультура, що виникла з панк руху. Стрейтеджери свідомо відмовляються від вживання алкоголю, тютюну, психоактивних речовин, сексу з непостійними партнерами. Саме рішення бути sXe є визначним, тобто на все життя, про що свідчить гасло «True till death». Ідея sXe виникла як реакція на непоміркованість панк руху.

## Історія
Straight Edge зародився в місті Вашингтон, США, на початку 1980-х років, як частина хардкор субкультури. Назву рухові дала одноіменна пісня гурту «Minor Threat». Цікаво, що фронтмен цього гурту Ян Маккей навіть подумати не міг, що слова його пісні дадуть початок розвитку субкультури. Учасникам гурту просто не подобалася побутуюча думка, що панк — це обов'язково неформал, що дозволяє собі вживати будь-який наркотик, ніколи не полишати цього стану сп'яніння. Про це було вирішено написати пісню. Ідейний зміст пісні знайшов відклик серед слухачів. Так почалася точка відліку руху Straight Edge.

## Інші течії
На шляху розвитку середовища Straight Edge почали виникати нові відгалуження, що опиралися на традиційних, або основних засадах Стрейт Еджу.
Hatecore — відгалуження, що є негативною формою звичного Straigt Edge. Члени, що відносять себе до цього відгалуження мають набагато негативніші погляди на життя, а також на загальносуспільні питання, що стосуються ідеї Чіткої Межі. Гурти Хейткору виконують пісні в більш жорсткому звучанні та з негативнішими текстами.
Youth Crew — відгалуження, що позиціонує себе як позитивне. Погляди учасників цього відгалуження різко відрізняються від поглядів Hatecore-щиків та Militant sXe.
Hardline — це жорстка форма традиційного Straight Edge. Хардлайнери відмовляються навіть від легких ПАР (кофеїн, цукор, чай та ін.), медичних препаратів (як наркотичних, так і фармакологічних взагалі), притримуються позиції «Секс заради зачаття». Основні ідеї Hardline були сформовані хардкор гуртом Vegan Reich. Приналежність цього відгалуження до Стрейт Еджу часто спростовується, оскільки члени гурту виявляли ненависть до геїв, що є однією з причин суперечок про приналежність відгалуження до Straight Edge. Зазвичай хардлайнерів помилково класифікують як агресивних стрейтеджерів, що готові відгамселити будь-кого, хто не відповідає їхнім поглядам, але це не так. Також ідея Хардлайну має багато спільного з ісламом, тому з'являлися організації, споріднені з цією релігією та sXe.
Militant sXe — радикальне відгалуження традиційного Straight Edge. Дехто думає, що мілітанти позиціонують себе як ті, хто вступає в силовий контакт з будь-якою особою, що не відповідає поглядам Straight Edge по найменшій ознаці, але це не так. Перші мілітанти з'явилися в м. Бостон. Вони працювали викидайлами в клубах і відловлювали тільки наркоторговців. Карали їх фізичною розправою, знищували наркотики, що були при наркоторговцях, та забирали гроші виручені на продажі наркотиків самими торговцями наркотиків. Ніякий поважаючий себе учасник руху не буде лупцювати людину тільки за те, що вона обрала шлях в житті, відмінний від того, який обрав член руху. Дії силового характеру використовуються лише стосовно осіб, що вчиняють правопорушення згідно з діючим законом, так би мовити «провчають».
NS SxE — поєднання праворадиальної ідеології із здоровим способом життя і всебічним розвитком. Надихаються ідеями надлюдини Ф.Ніцше. 
Veganism (Vegan sXe) — відгалуження Straight Edge, що розглядає життя тварин (і людей в тому числі) як найвищу цінність. Вегани уникають продуктів, будь-яким чином пов'язаних з експлуатацією тварин (не носять шкіряних/хутряних виробів, не вживають в їжу продукти тваринного походження, а також приготовані з їх допомогою). Часто веганами називають суворих вегетаріанців, але одне іншому не заважає. Вегетаріанство — це ставлення до їжі, що не завжди містить етичні застереження, натомість веганство має на увазі захист прав тварин.
Food not Bombs — акції, за допомогою яких антимілітаристи прагнуть показати, що величезні кошти та ресурси, які витрачаються на війну, можуть бути використані для соціальних потреб. Активісти годують безхатьків, малозабезпечених власноруч приготовленою вегетаріанською їжею, допомагають одягом і ліками, роздають перехожим листівки з агітацією.
Animal Liberation Front — підпільна нелегальна організація. Бійці АЛФ звільняють тварин з лабораторій, де над тими проводять досліди, спалюють такі лабораторії та офіси компаній, що спонсорують такі досліди, завдають економічних збитків, а також проводять ненасильницькі акції.

## Символіка
- Хрест на тильній стороні долоні — символ, що з'явився в кінці сімдесятих, коли неповнолітнім, що приходили в клуби на концерти sXe гуртів, малювали на руці хрест, щоб їм не продавали спиртне. Такий же хрест, але вже добровільно, малювали собі прихильники Straight Edge.
- Три хрести — символ три НЕ: не пити, не палити, не «трахатись» (наліво і направо).
- Напис DRUG FREE («вільний від наркотиків») або POISON FREE («вільний від отрути») часто використовуваний на одязі. Часто вищенаведені символи використовуються на татуюваннях, які означають, що людина, яка їх носить, прийняла принципи Straight Edge на все життя, наносяться на стіни будівель і тому подібне
- Букви «x» на початку, в кінці, середині нікнеймів.
- Татуювання з написом «True till death» — «Вірність до смерті».